# Adam Wingard

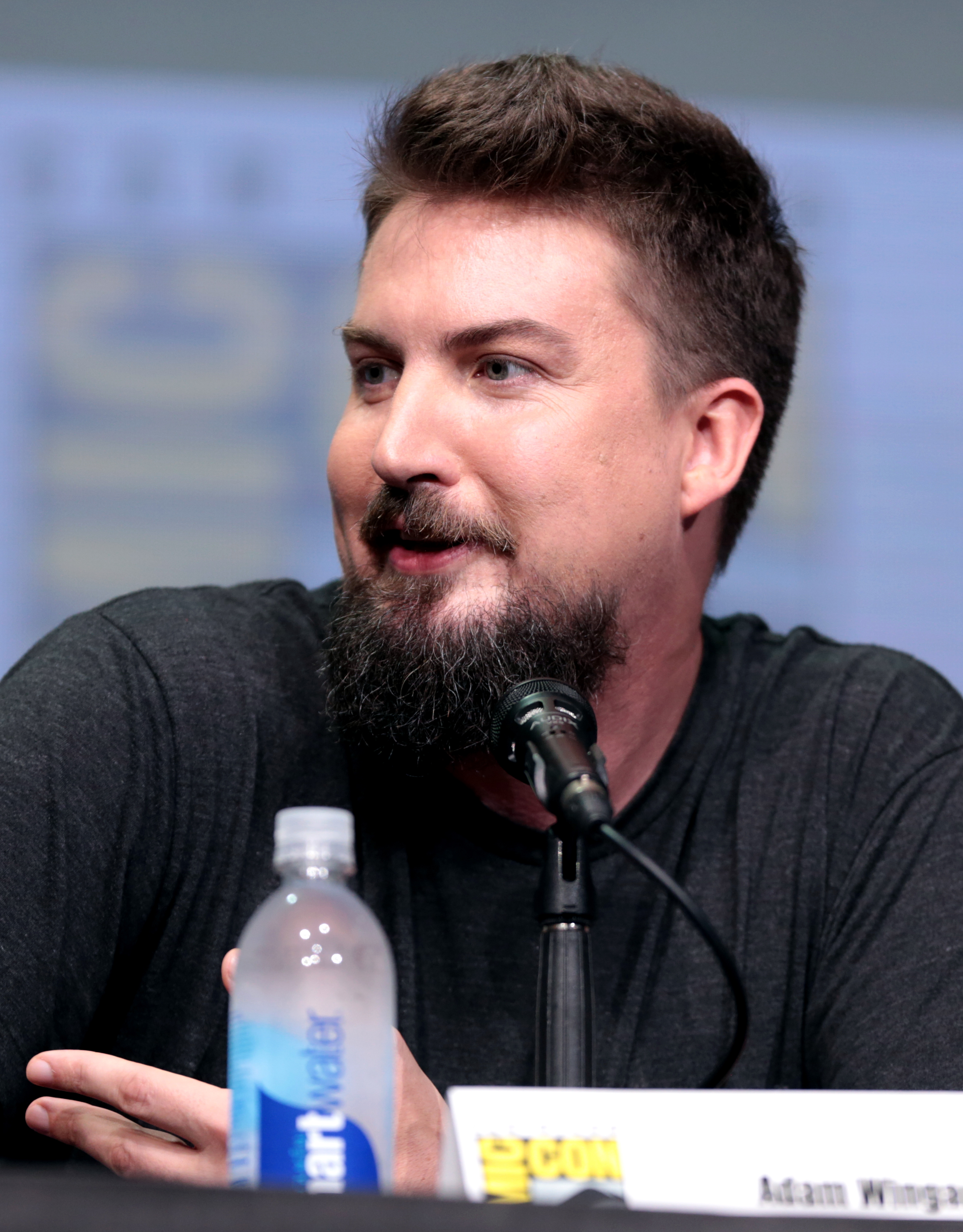
Adam Wingard, 2017

Adam Wingard (* 3. Dezember 1982 in Oak Ridge, Tennessee) ist ein US-amerikanischer Filmregisseur, Drehbuchautor, Kameramann und Filmeditor.

## Leben
Wingard wuchs in Oak Ridge in Tennessee auf und besuchte bis 2002 die Full Sail University. Sein Durchbruch gelang ihm 2007 mit dem Slasher-Film Pop Skull. Es folgten weitere Filme, die dem Horrorgenre und dem Subgenre Slasher-Film zuzuordnen sind. Er zeichnet häufig auch für den Filmschnitt und das Drehbuch seiner Filme verantwortlich.

## Filmografie (Auswahl)

### Als Regisseur
- 2007: Home Sick
- 2007: Pop Skull
- 2010: A Horrible Way to Die – Liebe tut weh (A Horrible Way to Die)
- 2011: What Fun We Were Having
- 2011: You’re Next
- 2012: V/H/S – Eine mörderische Sammlung (V/H/S, Segment: Tape 56)
- 2013: S-VHS (V/H/S/2, Segment: Clinical Trials)
- 2016: Outcast (Fernsehserie, Episode 1x01)
- 2016: Blair Witch
- 2017: Death Note
- 2021: Godzilla vs. Kong
- 2024: Godzilla × Kong: The New Empire

### Als Filmeditor
- 2007: Pop Skull
- 2010: A Horrible Way to Die – Liebe tut weh (A Horrible Way to Die)
- 2011: What Fun We Were Having
- 2011: You’re Next
- 2012: V/H/S – Eine mörderische Sammlung (V/H/S, Segment: Tape 56)
- 2013: S-VHS (V/H/S/2, Segmente: Tape 49 & Clinical Trials)
- 2014: The Guest
- 2014: The Last Survivors

### Als Kameramann
- 2007: Pop Skull
- 2010: Blackmail Boys
- 2011: What Fun We Were Having
- 2011: Caitlin Plays Herself
- 2012: Marriage Material

### Als Drehbuchautor
- 2011: What Fun We Were Having